# Église Saint-Caprais de Saint-Vrain
L'église Saint-Caprais de Saint-Vrain est une église paroissiale catholique, dédiée à saint Caprais, située dans la commune française de Saint-Vrain et le département de l'Essonne.

## Historique
La construction de l'église date du XIIIe siècle.
L'église est largement restaurée après la Guerre de Cent Ans et son orientation est modifiée au milieu du XVIIIe siècle.
L'édifice est à nouveau restauré au XIXe siècle. Au cours de ces restaurations le curé du lieu trouve la mort en 1818.
Depuis un arrêté du 27 mars 1926, l'église est inscrite au titre des monuments historiques.
Un porche est démoli dans les années 1970.

## Pour approfondir